# Rosario-Santa Fe de 1949
La 22ª edición de la Rosario-Santa Fe tuvo lugar el 12 de marzo de 1949 y fue organizada por el Ciclista Moto Club Santafesino, la prueba contaba con un recorrido que fue con la largada desde Plaza Alberdi de Rosario, San Lorenzo, Monje, Arocena, Gálvez, Loma Alta, San Carlos Sur, Centro y Norte, Santo Tomé, Santa Fe con llegada sobre la calle Junín frene a la Escuela Industrial de esa ciudad, totalizando una distancia de 180 kilómetros.
Esta edición de la Rosario - Santa Fe estuvo marcada por la lluvia desde el inicio hasta el final, de tal modo que la largada se retrasó 40 minutos esperando que mejoraran las condiciones climáticas.
En los primeros kilómetros de carrera, no pasó mucho, más que un intento de fuga frustrado rápidamente del ciclista Luis Magdalena, y el abandono de Aníbal López al llegar a San Lorenzo. Unos kilómetros más adelante atacó el rosarino Antonio Peralta logrando acumular 3 minutos de ventaja. Esta fuga fue neutralizada llegando a la localidad de Monje.
Unos kilómetros antes de llegar el pelotón a la localidad de Gálvez se encontraron con la ruta totalmente inundada lo que obligó a que se bajaran de sus bicicletas para poder avanzar sobre esta dificultad.
En la localidad de Gálvez se disputó un embalaje especial que ganó el ciclista Dante Benvenutti seguido por Ceferino Perone y Jorge Olivera en ese momento iban transcurridas 2 horas y 59 minutos de carrera.
Al salir de Gálvez se produce una fugada de cinco ciclistas integrada por, Benvenutti, Perone, Olivera, Varisco y García, este último uno kilómetros después de Arocena abandono la carrera.
La carrera se definió en un sprint entre los cuatro fugado en el que se impuso Humberto Varisco por escasa ventaja sobre su escolta Ceferino Perone, Jorge Olivera fue tercero y Dante Benvenutti fue cuarto. El pelotón llegó poco después.

## Lista de Inscriptos
El listado de competidores que se inscribieron para la carrera.